# Коннелли, Майкл
Майкл Ко́ннелли (родился 21 июля 1956 года, в Филадельфии, Пенсильвания) — американский писатель, автор детективных романов о детективе Гарри Босхе, работающем в Департаменте полиции Лос-Анджелеса. Романы Коннелли переведены на 24 языка мира, а серия романов о Гарри Босхе издана тиражом 7 млн экземпляров.

## Биография
Майкл Коннелли решил стать детективным писателем, увлекшись романами Раймонда Чандлера, Росса Макдональда и Джозефа Вамбо во время учёбы во Флоридском университете. Это увлечение сыграло роль и при выборе профессиональной ориентации в журналистике — Майкл стал криминальным репортером.
С 1980 года Коннелли работал в газетах Дайтон Бич и Форт-Лодердейла во Флориде. Когда его статья об уцелевших после авиакатастрофы самолёта «Дельта эйрлайнз», летевшего из Форт-Лодердейла в Лос-Анджелес, получила Пулитцеровскую премию, Майкла пригласили работать в «Los Angeles Times».
Вышедшая в 1992 году первая книга Коннелли «Черное эхо» получила премию Эдгара Аллана По за лучший первый роман американского писателя. Книга была основана на реальных событиях и стала первой в серии работ о лос-анджелесском полицейском Гарри Босхе. Кроме этой серии, Коннелли издал несколько книг с другими главными героями, такими, как адвокат Микки Холлер (образ возник у писателя после игры бейсбольных «Доджерс», где Коннелли завязал разговор с адвокатом защиты, который работал в своей машине) и журналист Джек Макэвой. Нередко Гарри Босх появляется и в тех книгах, где главную роль играют другие герои.
При создании своих романов Коннелли использует команду экспертов: двух юристов, судью в отставке и несколько человек, работающих в правоохранительных органах. Сестра занимается его веб-сайтом и социальными сетями.
Ряд его романов экранизирован. К 2025 г. было продано 89 млн книг по всему миру.
Живёт с семьей во Флориде.

## Награды
Майкл Коннелли получил десять престижнейших премий в области остросюжетной литературы. Помимо премии Эдгара По, произведения писателя удостоились также наград: Энтони, Ниро Вульфа, Macavity, Dilys, Мальтийский сокол (Япония), 38-й калибр (Франция) и Гран-При французского детектива. Коннелли был избран председателем Ассоциации детективных писателей США в 2003 году и стал первым председателем данной организации с её основания в 1945 году, переизбранным на второй срок (в 2004 год).

### Гарри Босх
1. «Чёрное эхо» (англ. The Black Echo) (1992)
2. «Чёрный лёд» (англ. The Black Ice) (1993)
3. «Блондинка в бетоне» (англ. The Concrete Blond) (1994)
4. «Последний койот» (англ. The Last Coyot) (1995)
5. «По сценарию мафии» (англ. Trunk music) (1997)
6. «И ангелов полёт» (англ. Angels Flight) (1999)
7. «Тьма чернее ночи» (англ. A Darkness More Than Night) (2001)
8. «Город костей» (англ. City Of Bones) (2002)
9. «Потаенный свет» (англ. Lost Light) (2003)
10. «Теснина» (англ. The Narrows) (2004)
11. «Забытое дело» (англ. The Closers) (2005)
12. «Эхо-Парк» (англ. Echo Park) (2006)
13. «Смотровая площадка» (англ. The Overlook) (2007)
14. «9 драконов» (англ. 9 Dragons) (2009)
15. «Последний срок» (англ. The Drop) (2011)
16. «Чёрный ящик» (англ. The Black Box) (2012)
17. «Пылающая комната» (англ. The Burning Room) (2014)
18. «Переступить черту» (англ. The Crossing) (2015)
19. «Другая сторона прощания» (англ. The Wrong Side of Goodbye) (2016)
20. «Два вида истины» (англ. Two Kinds of Truth) (2017)
21. «Темная священная ночь» (англ. Dark Sacred Night) (2018)
22. «Ночной огонь» (англ. The Night Fire) (2019)
23. «Время тьмы» (англ. The Dark Hours) (2021)
24. «Звезда пустыни» (англ. Desert Star) (2022)
25. «Ожидание» (англ. The Waiting) (2024)

### Микки Холлер
1. «Линкольн для адвоката» (англ. The Lincoln Lawyer) (2005)
2. «Пуля для адвоката» (англ. The Brass Verdict) (2008)
3. «Ловушка для адвоката»  (англ. The Reversal) (2010)
4. «Пятый свидетель» (англ. The Fifth Witness) (2011)
5. «Револьвер для адвоката» (англ. The Gods of Guilt) (2013)
6. «Закон о невиновности» (англ. The Law Of Innocence) (2020)
7. «Тропа воскрешения» (англ. Resurrection Walk) (2023)
8. «Испытательный полигон» (англ. The Proving Ground) (2025)

### Джек Макэвой
1. «Поэт» (англ. The Poet) (1995)
2. «Страшила» (англ. The Scarecrow) 2009)
3. «Честное предупреждение» (англ. Fair Warning) (2020)

### Рене Бэллард
1. «Последнее шоу» (англ. The Late Show) (2017)
2. «Темная священная ночь» (англ. Dark Sacred Night) (2018)
3. «Ночной огонь» (англ. The Night Fire) (2019)
4. «Время тьмы» (англ. The Dark Hours) (2021)
5. «Звезда пустыни» (англ. Desert Star) (2022)
6. «Ожидание» (англ. The Waiting) (2024)

### Романы вне серий
1. «Кровавая работа» (англ. Blood Work) (1998)
2. «Луна без курса» (англ. Void Moon) (1999)
3. «В погоне за удачей» (англ. Chasing The Dime) (2002
4. «Паслён» (англ. Nightshade) (2025

### Хронология романов по годам выпуска
| Год  | Название                | Название по-англ.          | Персонажи                            | Персонажи                                   |
| Год  | Название                | Название по-англ.          | Главные                              | Другие                                      |
| ---- | ----------------------- | -------------------------- | ------------------------------------ | ------------------------------------------- |
| 1992 | Чёрное эхо              | The Black Echo             | Гарри Босх                           | Элеанор Уиш                                 |
| 1993 | Чёрный лёд              | The Black Ice              | Гарри Босх                           |                                             |
| 1994 | Блондинка в бетоне      | The Concrete Blonde        | Гарри Босх                           |                                             |
| 1995 | Последний койот         | The Last Coyote            | Гарри Босх                           |                                             |
| 1996 | Поэт                    | The Poet                   | Джек Макэвой                         | Рейчел Уэллинг                              |
| 1997 | По сценарию мафии       | Trunk Music                | Гарри Босх                           | Элеанор Уиш, Рой Линделл                    |
| 1998 | Кровавая работа         | Blood Work                 | Терри Маккалеб                       | Джей Уинстон                                |
| 1999 | И ангелов полёт         | Angels Flight              | Гарри Босх                           | Элеанор Уиш, Рой Линделл                    |
| 2000 | Луна без курса          | Void Moon                  | Касси Блэк                           |                                             |
| 2001 | Тьма чернее ночи        | A Darkness More Than Night | Терри Маккалеб, Гарри Босх           | Джей Уинстон, Джек Макэвой                  |
| 2002 | Город костей            | City Of Bones              | Гарри Босх                           |                                             |
| 2002 | В погоне за удачей      | Chasing the Dime           | Генри Пирс                           |                                             |
| 2003 | Потаенный свет          | Lost Light                 | Гарри Босх                           | Элеанор Уиш, Рой Линделл                    |
| 2004 | Теснина                 | The Narrows                | Гарри Босх                           | Рейчел Уэллинг, Элеанор Уиш                 |
| 2005 | Забытое дело            | The Closers                | Гарри Босх                           | Киз Райдер                                  |
| 2005 | Линкольн для адвоката   | The Lincoln Lawyer         | Микки Холлер                         | Мэгги МакФерсон                             |
| 2006 | Эхо-Парк                | Echo Park                  | Гарри Босх                           | Рейчел Уэллинг                              |
| 2007 | Смотровая площадка      | The Overlook               | Гарри Босх                           | Рейчел Уэллинг                              |
| 2008 | Пуля для адвоката       | The Brass Verdict          | Микки Холлер                         | Гарри Босх, Джек Макэвой                    |
| 2009 | Страшила                | The Scarecrow              | Джек Макэвой                         | Рейчел Уэллинг                              |
| 2009 | 9 драконов              | Nine Dragons               | Гарри Босх                           | Элеанор Уиш, Микки Холлер, Дэвид Чу         |
| 2010 | Ловушка для адвоката    | The Reversal               | Микки Холлер                         | Гарри Босх, Мэгги МакФерсон, Рейчел Уэллинг |
| 2011 | Пятый свидетель         | The Fifth Witness          | Микки Холлер                         |                                             |
| 2011 | Последний срок          | The Drop                   | Гарри Босх                           | Дэвид Чу, Ханна Стоун                       |
| 2012 | Чёрный ящик             | The Black Box              | Гарри Босх                           | Дэвид Чу, Ханна Стоун                       |
| 2013 | Револьвер для адвоката  | The Gods of Guilt          | Микки Холлер                         |                                             |
| 2014 | Пылающая комната        | The Burning Room           | Гарри Босх                           | Рейчел Уэллинг, Луcия Сото                  |
| 2015 | Переступить черту       | The Crossing               | Гарри Босх                           | Микки Холлер, Луcия Сото                    |
| 2016 | Другая сторона прощания | The Wrong Side of Goodbye  | Гарри Босх                           | Микки Холлер                                |
| 2017 | Последнее шоу           | The Late Show              | Рене Бэллард                         |                                             |
| 2017 | Два вида истины         | Two Kinds Of Truth         | Гарри Босх                           | Микки Холлер                                |
| 2018 | Темная священная ночь   | Dark Sacred Night          | Рене Бэллард, Гарри Босх             |                                             |
| 2019 | Ночной огонь            | The Night Fire             | Рене Бэллард, Гарри Босх             | Микки Холлер                                |
| 2020 | Честное предупреждение  | Fair Warning               | Джек Макэвой                         | Рейчел Уэллинг                              |
| 2020 | Закон о невиновности    | The Law Of Innocence       | Микки Холлер                         | Гарри Босх                                  |
| 2021 | Время тьмы              | The Dark Hours             | Рене Бэллард, Гарри Босх             |                                             |
| 2022 | Звезда пустыни          | Desert Star                | Рене Бэллард, Гарри Босх             | Микки Холлер                                |
| 2023 | Тропа воскрешения       | Resurrection Walk          | Микки Холлер                         | Гарри Босх                                  |
| 2024 | Ожидание                | The Waiting                | Рене Бэллард, Гарри Босх, Мэдди Босх |                                             |
| 2025 | Паслён                  | Nightshade                 | детектив Стилвелл                    |                                             |
| 2025 | Испытательный полигон   | The Proving Ground         | Микки Холлер, Джек Макэвой           |                                             |

## Главные персонажи
- Иероним "Гарри" Босх — детектив управления полиции Лос-Анджелеса.
- Майкл "Микки" Холлер — адвокат по уголовным делам, единокровный брат Босха.
- Террелл "Терри" Маккалеб — бывший агент ФБР, специалист по серийным убийцам.
- Джек Макэвой — журналист криминальной хроники.
- Рейчел Уэллинг — агент ФБР.
- Кэссиди "Кэсси" Блэк — грабительница.
- Генри Пирс — ученый-химик и предприниматель.
- Рене Бэллард — детектив управления полиции Лос-Анджелеса.
- Стилвелл — детектив департамента шерифа округа Лос-Анджелес.

## Экранизации
- Кровавая работа — киноэкранизация романа.
- Линкольн для адвоката — киноэкранизация первого романа о Микки Холлере.
- Босх — ТВ-экранизация цикла о Гарри Босхе.
- Босх: Наследие— ТВ-экранизация цикла о Гарри Босхе. Продолжение сериала "Босх".
- Линкольн для адвоката — ТВ-экранизация цикла о Микки Холлере (начиная со второй книги).
- Бэллард - сериал 2025 года по романам о детективе Рене Бэллард.